# Trachelas punctatus
Trachelas punctatus är en spindelart som beskrevs av Simon 1886. Trachelas punctatus ingår i släktet Trachelas och familjen flinkspindlar.
Artens utbredningsområde är Senegal. Inga underarter finns listade i Catalogue of Life.